# Щучье-Озерское сельское поселение
Щучье-Озерское се́льское поселе́ние — муниципальное образование в Октябрьском районе Пермского края Российской Федерации.
Административный центр — посёлок Щучье Озеро.

## История
Статус и границы сельского поселения установлены Законом Пермской области от 9 декабря 2004 года № 1886-411 «Об утверждении границ и о наделении статусом муниципальных образований Октябрьского района Пермского края»

## Население
| 2010  | 2012  | 2013  | 2014  | 2015  | 2016  | 2017  |
| ----- | ----- | ----- | ----- | ----- | ----- | ----- |
| 2374  | ↘2294 | ↘2224 | ↘2157 | ↘2087 | ↘2051 | ↘2026 |
| 2018  | 2019  |       |       |       |       |       |
| ↘1969 | ↘1884 |       |       |       |       |       |

## Состав сельского поселения
| №  | Населённый пункт | Тип населённого пункта          | Население |
| -- | ---------------- | ------------------------------- | --------- |
| 1  | Алмаз            | село                            | 156       |
| 2  | Атеро-Ключ       | деревня                         | 31        |
| 3  | Атерский         | посёлок                         | 6         |
| 4  | Баймурзина       | деревня                         | 14        |
| 5  | Васильевка       | деревня                         | 13        |
| 6  | Ильинск          | деревня                         | 0         |
| 7  | Мельниковский    | хутор                           | 5         |
| 8  | Новопетровка     | деревня                         | 127       |
| 9  | Тюинск           | село                            | 360       |
| 10 | Щучье Озеро      | деревня                         | 10        |
| 11 | Щучье Озеро      | посёлок, административный центр | ↘1275     |